# リアルプリンセス
『リアルプリンセス』は、日本の女性小説家6人によるアンソロジー短編小説集。『asta*』（ポプラ社）2016年2月号から2017年1月号に連載され、2017年1月にポプラ社より刊行。加筆・修正を経て2019年4月にポプラ文庫より文庫化された。古今東西の数あるプリンセス・ストーリーの中から作家自身が選んだ童話6作品を題材に、舞台を現代に置き換え、現代に生きる女性の物語として描く。
収録2篇（大山淳子「夢のあと」、島本理生「ラプンツェルの思い出」）を原作としてテレビドラマ化され、NHK総合にて2020年8月21日および8月28日に放送された。

## 収録作品
1. 寺地はるな「鍋かぶり」（題材：『鉢かづき姫』、初出：『asta*』2016年2月号[3]）
2. 飛鳥井千砂「歩く12人の女」（題材：『踊る12人のお姫様』、初出：『asta*』2016年6月号[7]）
3. 島本理生「ラプンツェルの思い出」（題材：『ラプンツェル』、初出：『asta*』2016年7月号[8]）
4. 加藤千恵「正直な彼女」（題材：『エンドウ豆の上に寝たお姫様』、初出：『asta*』2016年8月号）
5. 藤岡陽子「あの人は海を捨てた」（題材：『乙姫』、初出：『asta*』2016年9月号[9]）
6. 大山淳子「夢のあと」（題材：『眠り姫』、初出：『asta*』2017年1月号[4]）

## 書誌情報
- リアルプリンセス（2017年1月、ポプラ社、ISBN 978-4-591-15240-9）
- リアルプリンセス（2019年4月、ポプラ文庫、ISBN 978-4-591-16276-7）
- 加藤千恵『私に似ていない彼女』（2019年11月、ポプラ社、ISBN 978-4-591-16443-3） - 「正直な彼女」を収録

## テレビドラマ
『リアルプリンセス』は、NHK総合で2020年8月21日と8月28日の2週連続で金曜22時45分から23時15分に放送されたテレビドラマ。全2回。大山淳子「夢のあと」と島本理生「ラプンツェルの思い出」の収録2篇を原作に、広末涼子と葵わかなによる朗読を中心に切絵、アニメーション、実写、CGなど多様な映像を融合して、現代を生きる女性たち「リアルプリンセス」の物語を朗読とアニメーションの組み合わせによる新たな手法により描いた「朗読ドラマ」。
42分版の総集編が、NHK総合で2020年9月8日の23時45分から翌9月9日の0時27分に放送予定。

### 概要
童話『眠り姫』と『ラプンツェル』をそれぞれ作家の大山淳子と島本理生が現代に生きる女性たちに置き換えて仕立て直した物語が、朗読とアニメーションを組み合わせた新しい手法を用いて生まれ変わる。第1回「眠り姫」を作家・大山淳子がバリバリに働くキャリアウーマンが真実の愛に気づく物語として仕立て直した「夢のあと」の朗読を広末涼子、第2回「ラプンツェル」を作家・島本理生が女子高生が少女から大人へと成長する物語として仕立て直した「ラプンツェルの思い出」の朗読を葵わかなが担当する。

### あらすじ（テレビドラマ）
第1回「眠り姫」（原作：大山淳子「夢のあと」）
すべてに準備万端な貴子は第一希望の商社に就職後、同期で一番優秀な優一と結婚、会社でも順調にキャリアを重ねてきた。唯一思い通りにいかなかった妊娠も３７歳にしてようやく手に入れ間もなく臨月だ。二つ下の妹の笑子は貴子とは正反対の性格。すべてにおいて要領が悪く実家の古い本屋を手伝いながら今も独身だ。妊婦健診に笑子を連れ出した貴子は、帰り道に交通事故に遭遇する…。

第2回「ラプンツェル」（原作：島本理生 「ラプンツェルの思い出」）
離島で暮らす恵麻は高校生。母子家庭で育ったが小６の時に母が再婚、島の叔母の元に預けられた。ある時、月に一週間だけ開業する美容室ができる。島の暮らしに閉塞感を抱いていた恵麻は東京から通う美容師のキヨに次第に好意を持つようになっていく。キヨから目の病気でいずれ失明すると打ち明けられた恵麻は何か自分にできることはないか尋ねる。しばらく黙ったキヨは「君の裸が見たい」と答えた…。

### キャスト
第1回
- 貴子 - 広末涼子
- 笑子 - 金澤美穂
- 青年医師 - 佐野岳
- 春子 - 山村美智
- 優一 - 小野響
- 貴子の母 - 藤堂海
- 眠り姫 - 凛美
- 王子 - 井上想良
- 魔女 - 田中ヒロコ
- 老人（声） - 松田ジロウ
- ナレーター - 西田雅一

第2回
- 恵麻 - 葵わかな
- キヨ - 朝井大智
- 晃 - 有元啓太朗
- 叔母 - 山村美智
- 叔父 - 松田ジロウ
- ラプンツェル - 長澤樹
- 王子 - 緒形敦
- 魔法使い - 山村美智
- ナレーター - 西田雅一

### スタッフ
- 原作 - 短編集 『リアルプリンセス』（ポプラ社）[6][14]
- 脚本 - 宮武由衣
- キャラクターデザイン（アニメーション） - ヤベミユキ（第1回）、辻雅俊（第2回）
- アニメ制作 - OKB（第1回）、宮澤良太（第2回）

- 制作統括 - 海辺潔、宮武由衣
- プロデューサー - 佐伯浩之
- 演出 - 亀渕裕
- ディレクター（童話紹介） - 笹原信彦（第1回）、植田章裕（第2回）
- 撮影 - 髙間賢治
- 照明 - 上保正道
- 録音 - 光地拓郎
- 美術 - 与田滋（アックス）
- 編集 - 西由澄輝
- MA - 越川浩道、江口奈美
- 装飾・小道具 - 深山健太郎
- 衣裳（童話紹介） - 坂口みのり
- 床山（童話紹介＆実写再現） - 細野一郎
- ヘアメイク（童話紹介＆実写再現） - 岡口真美、川原悠希
- スタイリスト（広末涼子担当） - 道端亜未
- ヘアメイク（広末涼子担当） - 山下景子
- スタイリスト（葵わかな担当） - 岡本純子
- ヘアメイク（葵わかな担当） - 竹下あゆみ
- 演出補 - 廣田俊介、小野響
- Bカメ（第2回）・撮影助手 - 本荘在右
- Bカメ（第1回） - 吉田康弘
- 撮影応援 - 古屋幸一
- 照明助手 - 渋谷亮
- ライブ合成 - 前川達彦、渡辺輝重
- 音響効果 - 大庭秀夫
- CG制作 - 岩谷和行
- 童話イラスト - ましろむさし
- 童話考証 - 大野寿子
- ポストプロコーディネート - 青木俊也（キュー・テック）
- オンライン編集 - 和田玄太郎
- アシスタントエディター - 今西果絵、佐藤佑美、片山史世
- MAアシスタント - 梶田真隆
- アシスタントプロデューサー - 宮武令衣
- 制作進行 - 山本賢人
- 制作・著作 - NHK、TBSスパークル

#### アニメーション制作スタッフ
第1回
- キャラクターデザイン・イラスト - ヤベミユキ
- アニメーション演出・編集 - 西由澄輝
- 絵コンテ - 宮武由衣
- 撮影協力 - 本庄市、須方書店

第2回
- キャラクターデザイン・総作画監督 - 辻雅俊
- プロデューサー・演出・絵コンテ - 宮澤良太
- 美術 - パインジャム

　　　　  臼田安成
　　　　  臼田真弓
　　　　  岡本有香
　　　　  東明美
- 美術管理 - 佐々木亜彩乃
- 撮影監督 - 久保田淳
- 制作プロダクション - OKB

### 放送日程
| 放送回 | 放送日  | タイトル             |
| ------ | ------- | -------------------- |
| 第1回  | 8月21日 | 眠り姫               |
| 第2回  | 8月28日 | ラプンツェル         |
| 総集編 | 9月8日  | 眠り姫・ラプンツェル |